# Duguetia longicuspis
Duguetia longicuspis é uma espécie de magnólia. Foi descrito pela primeira vez por George Bentham .  Duguetia longicuspis pertence ao gênero Duguetia, e à família Annonaceae.